# نووپوکروفکا (شهرستان ایسیق‌آتا)
نووپوکروفکا (به لاتین: Novopokrovka) یک منطقهٔ مسکونی در قرقیزستان است که در شهرستان ایسیق‌آتا واقع شده‌است. نووپوکروفکا ۱۹٬۱۳۵ نفر جمعیت دارد و ۷۳۵ متر بالاتر از سطح دریا واقع شده‌است.